# Burkina Faso na Letnich Igrzyskach Olimpijskich 1988
Burkina Faso na Letnich Igrzyskach Olimpijskich 1988 reprezentowało 6 zawodników, 5 mężczyzn i jedna kobieta.

## Skład kadry

### Boks
Mężczyźni
- Moussa Kagambega - waga piórkowa (odpadł w 2. rundzie)
- Sounaila Sagnon - waga lekkośrednia (odpadł w ćwierćfinale)

### Lekkoatletyka
Mężczyźni
- Harouna Pale

bieg na 100 m (odpadł w eliminacjach)
bieg na 200 m (odpadł w eliminacjach)
- Alexandre Yougbare

bieg na 100 m (odpadł w eliminacjach)
bieg na 200 m (odpadł w eliminacjach)
- Cheick Seynou - skok w wzwyż - brak zaliczonej próby

Kobiety
- Mariama Ouiminga

bieg na 100 m (odpadła w eliminacjach)
bieg na 200 m (odpadła w eliminacjach)